# Divisione di Khulna
La Divisione di Khulna è una delle divisioni amministrative del Bangladesh, che ha come capoluogo la città di Khulna. La sua popolazione al censimento del 2011 (dati preliminari) ammonta a 15 563 000 abitanti.

## Distretti
La Divisione conta 10 distretti:
- Distretto di Bagerhat
- Distretto di Chuadanga
- Distretto di Jessore
- Distretto di Jhenaidah
- Distretto di Khulna
- Distretto di Kushtia
- Distretto di Magura
- Distretto di Meherpur
- Distretto di Narail
- Distretto di Satkhira